# 신호항
신호항(新湖港)은 부산광역시 강서구 신호동 신호마을에 있는 어항이다. 어촌정주어항으로 지정하여 관리하고 있다. 시설관리자는 부산 강서구청장이다.